# Jaime Ortega y Olleta
Jaime Ortega y Olleta   (Taüst, 28 de febrer de 1816 - Tortosa, 18 d'abril de 1860), va ser un militar i polític espanyol, principal protagonista del fallit aixecament carlí de 1860.

## Primers anys i vida política en el camp liberal
Procedent d'una família aristocràtica aragonesa que s'havia empobrit després de la Guerra del francès, va escollir per vocació el món de les armes, encara que, com a molts altres companys, aviat es va acostar a la política. Al principi va simpatitzar amb el Partit Progressista, però l'experiència de la regència de Baldomero Espartero el va acostar al Partit Moderat, i de fet va participar en la complexa rebel·lió cívico-militar que va posar fi al govern esparterista en 1843. La seva carrera posterior va ser rutinària: encara que va arribar a general, no va sobresortir per les seves qualitats tàctiques. Malgrat això, va demostrar lleialtat als compromisos adquirits, la qual cosa el va honrar davant els seus adversaris. Aquest fet li va permetre accedir al Congrés com a diputat pels districtes electorals saragossans de Calataiud i Ejea de los Caballeros i Alcanyís. Així mateix, va obtenir càrrecs de responsabilitat en l'administració militar, com la capitania general de Balears el 1859.

## Adscripció al carlisme
Pel que sembla, per evolució personal s'havia aproximat al carlisme en 1857. L'amistat amb la infanta Lluïsa Carlota de Borbó-Dues Sicílies, que havia viscut els esdeveniments previs a la mort de Ferran VII, van despertar la seva animadversió cap als liberals. La commoció que produí l'afusellament de la mare del general Cabrera va acabar d'introduir-lo en els ambients de conspiració carlista contra Isabel II.
Com que Ortega disposava de tropes al seu comandament militar a les Balears, la Comissió Règia, ens carlista presidit pel comte de Cleonard i en el qual s'hi havia trobat el general Elío (assessor del pretendent Carles Lluís de Borbó), el va triar per realitzar un pronunciament. Segons els plans de l'alt comandament carlí, el general Ortega havia de llançar un manifest, dirigir-se a Madrid i prendre el poder.

## El fracàs del pronunciament
El primer escenari per a l'arenga rutinària i punt des d'on partir cap al poder era València, però finalment es va canviar per Tortosa. Tot va començar a anar malament el 29 de març de 1860: com en tot pronunciament, va haver-hi qui es va tirar enrere, i quan el 3 d'abril de 1860 el general Ortega va arribar a la Ràpita amb unes forces a les quals havia enganyat dient que anaven a defensar Isabel II d'un complot carlista, es va produir el desastre. Al moment en què els oficials al seu càrrec i els soldats van conèixer les seves veritables intencions es van tornar contra ell i el van fer pres.
Condemnat a mort per alta traïció en un Consell de Guerra, el fet de no revelar els noms de cap dels còmplices de l'intent de revolta va suscitar sospites que no es tractés realment d'un complot carlista sinó d'una conspiració dels cercles palatins enemics del general O’Donnell, que aleshores presidia el Consell de Ministres. Són coneguts els contactes del marquès de Salamanca, financer del règim isabelí, amb els conspiradors carlistes, així com les relacions de Juan Bravo Murillo i Escosura amb la citada Comissió Règia. D'igual manera, Eugenia de Montijo, esposa de l'emperador Napoleó III, va mostrar la seva simpatia amb el pla en correspondència privada. No obstant això, no es va poder demostrar la connexió de la trama amb cercles interns del règim.
El 18 d'abril de 1860 el general Ortega va ser passat per les armes, i es va endur a la tomba la resposta als interrogants. Es troba enterrat en el panteó familiar de l'església de Santa María de la seva vila natal.